# Mesognatharia bahamiensis
Mesognatharia bahamiensis är en djurart som tillhör fylumet käkmaskar, och som beskrevs av Kirsteuer 1969. Mesognatharia bahamiensis ingår i släktet Mesognatharia och familjen Mesognathariidae. Inga underarter finns listade i Catalogue of Life.